# Kvemo Teleti
Kvemo Teleti (en georgiano: ქვემო თელეთი) es un pueblo de Georgia ubicado en el noreste de la región de Baja Iberia, siendo parte del municipio de Gardabani.

## Geografía
Kvemo Teleti está ubicado al pie del macizo de Teleti en los suburbios al sur de Tiflis, en la margen derecha del río Kurá. El pueblo está a 42 km de Gardabani. 

## Demografía
La evolución demográfica de Kvemo Teleti entre 2002 y 2014 fue la siguiente:
| 798                                             | 798 |
| (Fuente: Population of Georgia in Soviet times) |     |

Según el censo de 2014, los georgianos constituían el 99% de la población.

## Infraestructura

### Arquitectura, monumentos y lugares de interés
Al noroeste del pueblo se encuentra el monasterio de Shavnabada de la eparquía de Mtsjeta-Tiflis.